# Darren Cox
 (juin 2014).
Si vous disposez d'ouvrages ou d'articles de référence ou si vous connaissez des sites web de qualité traitant du thème abordé ici, merci de compléter l'article en donnant les références utiles à sa vérifiabilité et en les liant à la section « Notes et références ».
Pour les articles homonymes, voir Cox.
Darren Cox (né en 1975 à Newmarket (Royaume-Uni)) est un dirigeant britannique du sport automobile. Il est directeur de Nissan Motorsport Global et directeur marketing de Nismo.

## Biographie

### Jeunesse et études
Darren Cox naït en 1975 à Newmarket (Royaume-Uni). Il passe ses études dans l'Université Royal Holloway de Londres.

### Chez Nissan
Après un début de carrière chez Renault en UK, Il entre chez Nissan en 2004. Il est directeur marketing de Nissan France de 2008 à 2010. En 2010, il devient directeur marketing de Nissan Motors. De février à octobre 2012, il est directeur de Marque pour Nissan International à [Rolle]. Et depuis novembre 2012 il est directeur de Nismo, la branche compétition de Nissan.

## Vie privée
Il est marié à Sally et a deux filles Faith et Imogen.